# Ouanary
Ouanary – miasto w Gujanie Francuskiej (Departament zamorski Francji); 109 mieszkańców (2011).